# Wolfgang Baumgart
Wolfgang Baumgart, född den 23 oktober 1949 i Inheiden, Tyskland, död 21 februari 2011, var en västtysk landhockeyspelare.
Han tog OS-guld i herrarnas landhockeyturnering i samband med de olympiska sommarspelen 1972 i München.